# Big Mami
Alejandra Montés Luna, mer känd under sitt artistnamn Big Mami, född 25 december 1989, är en mexikansk luchadora (fribrottare). Hon är för närvarande under kontrakt med Lucha Libre AAA Worldwide där hon brottats sedan 2016 och hållit flera titelbälten. Hennes i övrigt största framgång kom i december 2019 då hon besegrade Lady Maravilla i en så kallad Lucha de Apuestas (insatsmatch) vilket ledde till att Lady Maravilla fick raka av sitt hår.